# أندريه ألميدا (لاعب كرة قدم)
أندريه ألميدا (بالبرتغالية: Domingos André Ribeiro Almeida‏) هو لاعب كرة قدم برتغالي، ولد في 30 مايو 2000 في غيمارايش في البرتغال.

## وصلات خارجية
- أندريه ألميدا (لاعب كرة قدم) على موقع الاتحاد الأوربي (الإنجليزية)
- أندريه ألميدا (لاعب كرة قدم) على موقع قاعدة بيانات كرة القدم.إي يو (الإنجليزية)
- أندريه ألميدا (لاعب كرة قدم) على موقع ليكيب (الفرنسية)
- أندريه ألميدا (لاعب كرة قدم) على موقع Soccerway.com (الإنجليزية)
- أندريه ألميدا (لاعب كرة قدم) على موقع عالم كرة القدم.نت (الإنجليزية)